# Nimbochromis polystigma
Nimbochromis polystigma là một loài cá hoàng đế đặc hữu thuộc chi nimbochromis của hồ Malawi trong hệ thống Great Rift Valley của châu Phi. Loài này thích các khu vực có nền đá/cát hoặc các khu vực có thảm thực vật dồi dào. Nó có thể phát triển đến độ dài 23 cm (9,1 in).
Nimbochromis polystigma là một loài cá ăn tạp, thường săn mồi khi nó ở tuổi gần trưởng thành. Tên địa phương là Kaligono, có nghĩa là 'ngủ' trong ngôn ngữ chiCheŵa. Do cách săn con mồi của chúng khá đặc biệt, đó là nằm bất động ở phía dưới đáy như thể giả vờ chết, cho đến khi có một con cá nhỏ tiếp cận rồi sau đó tấn công vào con mồi một cách bất ngờ. Khi săn theo cách này, màu sắc của chúng sẽ phai màu, đại loại là trắng hơn để thu hút nhiều cá hoàng đế khác nhỏ hơn. Đôi khi, chúng phục kích con mồi ở phần bìa các thảm thực vật bằng cách ngụy trang
Giống như hầu hết các loài cá hoàng đề khác ở hồ Malawi, Nimbochromis polystigma là một loài cá giữ và chăm sóc con non bằng miệng. Con cái sẽ mang con non của mình vào miệng trong hai đến ba tuần trước khi chúng được thả ra.

## Trong bể cá
Nimbochromis polystigma là một loài tương đối hiền lành khi những con cá khác sống chung với nó để lớn để chúng không được xem là con mồi. Nó có thói quen ngoi lên mặt nước để ăn nuôi hơn nên ta thấy nó rất háu ăn và ăn rất nhiều thứ, từ các loại thực phẩm chuyên dùng cho các loài cá hoàng đế cho đến cả ngón tay.
Trong hồ cá, chúng có thể phát triển đến kích thước 30 cm (12 in) nếu hồ cá lớn - ít nhất 300 lít (80 galon Mỹ). và có thể được giữ với các cá hoàng đế thuộc nhóm Haplochromine khác và hầu hết trong nhóm cá hoàng đế Mbuna. Tốt nhất là hồ phải có đá đủ nhiều để chúng ẩn náu khi bị đe dọa, nhưng đá còn phải đủ ít để chúng có thể bơi.